# Elecciones municipales de 2023 en Talavera de la Reina
Las elecciones municipales de 2023 se celebraron en Talavera de la Reina el domingo 28 de mayo, de acuerdo con el Real Decreto de convocatoria de elecciones locales en España dispuesto el 3 de abril de 2023 y publicado en el Boletín Oficial del Estado el 4 de abril. Se eligieron los 25 concejales del pleno del Ayuntamiento de Talavera de la Reina, a través de un sistema proporcional (método d'Hondt), con listas cerradas y un umbral electoral del 5 %.

## Encuestas
Leyenda:
     Encuesta realizada después de la prohibición legal de las encuestas de opinión.
| Encuestadora                                           | Fecha                   | Tamaño | Participación | PSOE            | PP                    | Vox    | CS     |         |          | Dis. |          |   |   |   |      |
| ------------------------------------------------------ | ----------------------- | ------ | ------------- | --------------- | --------------------- | ------ | ------ | ------- | -------- | ---- | -------- | - | - | - | ---- |
| Encuestadora                                           | Fecha                   | Tamaño | Participación | GAD3/RTVE–FORTA | 12–27 de mayo de 2023 | ?      | ?      | 45.0 13 | 29.0 8/9 | Dis. | 13.0 3/4 | – | – | – | 16.0 |
| Data10/PP                                              | 16–17 de mayo de 2023   | 700    | ?             | 36.1 11         | 34.5 10               | 11.9 3 | –      | 4.1 0   | 6.0 1    | 1.6  |          |   |   |   |      |
| Data10/PP                                              | 24–25 de abril de 2023  | 700    | ?             | 36.9 11         | 33.2 10               | 13.2 3 | –      | 4.3 0   | 6.2 1    | 3.7  |          |   |   |   |      |
| GAD3/PP                                                | 6-13 de febrero de 2023 | 600    | 65.1          | 39.6 12         | 37.0 10               | 10.1 3 | 1.4 0  | 3.2 0   | –        | 2.6  |          |   |   |   |      |
|                                                        |                         |        |               |                 |                       |        |        |         |          |      |          |   |   |   |      |
| Elecciones municipales de 2019 en Talavera de la Reina | 26 de mayo de 2019      | -      | 63.2          | 46.6 14         | 20.0 5                | 11.9 3 | 10.9 3 | 4.1 0   | –        | 26.6 |          |   |   |   |      |
|                                                        |                         |        |               |                 |                       |        |        |         |          |      |          |   |   |   |      |

## Resultados
Los resultados completos se detallan a continuación:
| Candidatura                                                     | Candidatura                                                     | Votos  | %                                       | Escaños                                 |
| --------------------------------------------------------------- | --------------------------------------------------------------- | ------ | --------------------------------------- | --------------------------------------- |
|                                                                 | Partido Socialista Obrero Español (PSOE)                        | 17 508 | 44,39                                   | 12                                      |
|                                                                 | Partido Popular (PP)                                            | 12 656 | 32,09                                   | 9                                       |
|                                                                 | Vox (VOX)                                                       | 5752   | 14,58                                   | 4                                       |
| Unidas por Talavera-Izquierda Unida-Podemos (UNIDAS-IU-PODEMOS) | Unidas por Talavera-Izquierda Unida-Podemos (UNIDAS-IU-PODEMOS) | 1470   | 3,72                                    | 0                                       |
| Nosotros Talavera-España Vaciada (NT-EV)                        | Nosotros Talavera-España Vaciada (NT-EV)                        | 1165   | 2,95                                    | 0                                       |
| Aquí Ahora (AQUI AHORA)                                         | Aquí Ahora (AQUI AHORA)                                         | 349    | 0,88                                    | 0                                       |
| Votos en blanco                                                 | Votos en blanco                                                 | 537    | 1,36                                    | n/a                                     |
| Votos válidos                                                   | Votos válidos                                                   | 39 437 | 100,00                                  | 25                                      |
| Votos nulos                                                     | Votos nulos                                                     | 565    | Participación: · \| \| 64,03 % \| 0,85% | Participación: · \| \| 64,03 % \| 0,85% |
| Votantes                                                        | Votantes                                                        | 40 002 | Participación: · \| \| 64,03 % \| 0,85% | Participación: · \| \| 64,03 % \| 0,85% |
| Electores                                                       | Electores                                                       | 62 465 | Participación: · \| \| 64,03 % \| 0,85% | Participación: · \| \| 64,03 % \| 0,85% |
|                                                                 | 64,03 %                                                         |        |                                         |                                         |

## Concejales electos
Relación de concejales electos:
| N.º | Nombre                            | Lista | Lista |
| --- | --------------------------------- | ----- | ----- |
| 1   | Tita García Élez                  |       | PSOE  |
| 2   | José Julián Gregorio López        |       | PP    |
| 3   | Luis Enrique Hidalgo Díaz         |       | PSOE  |
| 4   | Macarena Muñoz Sierra             |       | PP    |
| 5   | Flora María Bellón Aguilera       |       | PSOE  |
| 6   | David Moreno Ramos                |       | VOX   |
| 7   | José Antonio Carrillo Morente     |       | PSOE  |
| 8   | Jesús Antonio Núñez Sánchez       |       | PP    |
| 9   | Montserrat Muro Martín            |       | PSOE  |
| 10  | Jesús García-Barroso Corrochano   |       | PP    |
| 11  | José Gutiérrez Muñoz              |       | PSOE  |
| 12  | Josefina Blázquez Sánchez         |       | VOX   |
| 13  | María Julia González Rodríguez    |       | PP    |
| 14  | Nuria Sánchez Fernández           |       | PSOE  |
| 15  | Sergio de la Llave Muñoz          |       | PSOE  |
| 16  | Ángela Delgado Paniagua           |       | PP    |
| 17  | Ruth Serrano Fernández            |       | PSOE  |
| 18  | Gerardo Sánchez Muñoz             |       | VOX   |
| 19  | Javier Muñoz-Gallego González     |       | PP    |
| 20  | Carlos Gil Sanz                   |       | PSOE  |
| 21  | María Jesús Pérez Lozano          |       | PSOE  |
| 22  | María del Pilar Guerrero del Olmo |       | PP    |
| 23  | Roberto Gallegos Fernández        |       | PSOE  |
| 24  | Enrique Etayo Sánchez             |       | VOX   |
| 25  | Benedicto García González         |       | PP    |